# 大新镇 (梓潼县)
大新镇，原为大新乡是四川省梓潼縣的一個鄉，地处梓潼东南部，距县城45公里，与3市4县交界，面积59.5平方公里。2018年撤乡设镇。区划代码改为510725117。2019年12月，撤销大新镇，将其所属行政区域划归仁和镇管辖。

## 行政
大新镇辖12个行政村，82个村民小组。总人口11937人，3361户。
石马村、重阳村、龙泉村、曙光村、元宝村、青云村、秋树村、里仁村、两河村、金罐村、弥江村和白衡村。

## 经济
全乡总耕地面积16600亩，其中田3700亩。全乡主导产业为蚕桑、畜禽、纤维林及劳务输出。有桑园3400亩，年发蚕种3000余张，有年出栏生猪50头以上的大户25户，有纤维林基地8800亩，常年外出务工人员有3400余人。

## 共产党组织
- 党委书记、人大主席白海祥
- 党委副书记、乡长冯勤先
- 党委副书记、纪委书记黄华茂
- 党委委员、副乡长郑建英
- 党委委员、副乡长杨银华
- 党委委员、农业服务中心主任周云生